# Samuel Apiarius
Samuel Apiarius, né vers 1530 à Bâle et mort le 12 avril 1590 dans la même ville, est un typographe et éditeur de musique suisse. Il a introduit l'art de l'imprimerie dans la ville de Soleure.

## Biographie
Il est le fils du typographe allemand Matthias Apiarius ou Biener, et reçoit comme lui une formation d'imprimeur et relieur. Comme sa mère, il souffre d'accès de délire et d'hystérie. Après la mort de son père en 1554, Samuel reprend l'atelier de celui-ci à Berne, atelier où il a déjà travaillé en 1547. Auparavant, il avait néanmoins déjà ouvert son propre atelier en 1548, situé dans la Herren von Egerdengasse. Il travaille épisodiquement avec son frère Siegfried Apiarius. C'est à cette époque qu'il reçoit des commandes de l'administration cantonale.
Le 12 avril 1559, il est banni de Berne pour quatre années en raison d'une plainte en diffamation du drapier Philipp Sinner ; son frère Siegfried dirige l'atelier pendant cette période pendant que Samuel fonde en 1560 une maison d'édition à Bâle. À peine de retour à Berne, il est à nouveau chassé pour dix années en 1564 pour avoir imprimé des chansons offensantes pour les villes catholiques. Il part pour Soleure et y installe vers 1564-1565 le premier atelier d'imprimerie. Mais dès 1566, il repart pour Bâle où il reste jusqu'à sa mort. Il y imprime des calendriers, plusieurs journaux, des annonces officielles, et comme son père Matthias, de nombreuses chansons populaires (Volkslieder). Sa marque d'imprimeur est l'ours avec une ruche, celle de son père.
Après sa mort, son atelier va à l'imprimeur bâlois Johannes Schröter (de) de Schleusingen, qui le dirige de 1592 à sa mort en 1634. Apiarius avait épousé en troisièmes noces le 5 mai 1588, Barbara Schottmann, qui une fois veuve se remarie avec Schröter. Jusqu'à ce que celui-ci reprenne l'atelier, les impressions se font au nom d'Apiarius.